# Éraric
Éraric (en gotique, 𐌴𐍂𐌰𐍂𐌴𐌹𐌺𐍃) dit « le Ruge», encore nommé Heraric ou Ariaric (? - 541) est brièvement roi des Ostrogoths d'Italie : il régna moins d'un an. Il succéda à Hildebad après l'assassinat de celui-ci.
Il essaiera de négocier la paix avec Justinien, il sera à son tour assassiné par un membre de sa propre garde royale, avant de pouvoir mettre ce projet à exécution. Cet assassinat a vraisemblablement été organisé par son successeur Totila, neveu supposé de Hildebad.